# Station Axminster
Axminster is een spoorwegstation in Axminster, Engeland. Het station werd geopend in 1860 en is gelegen aan de London and South Western Railway.

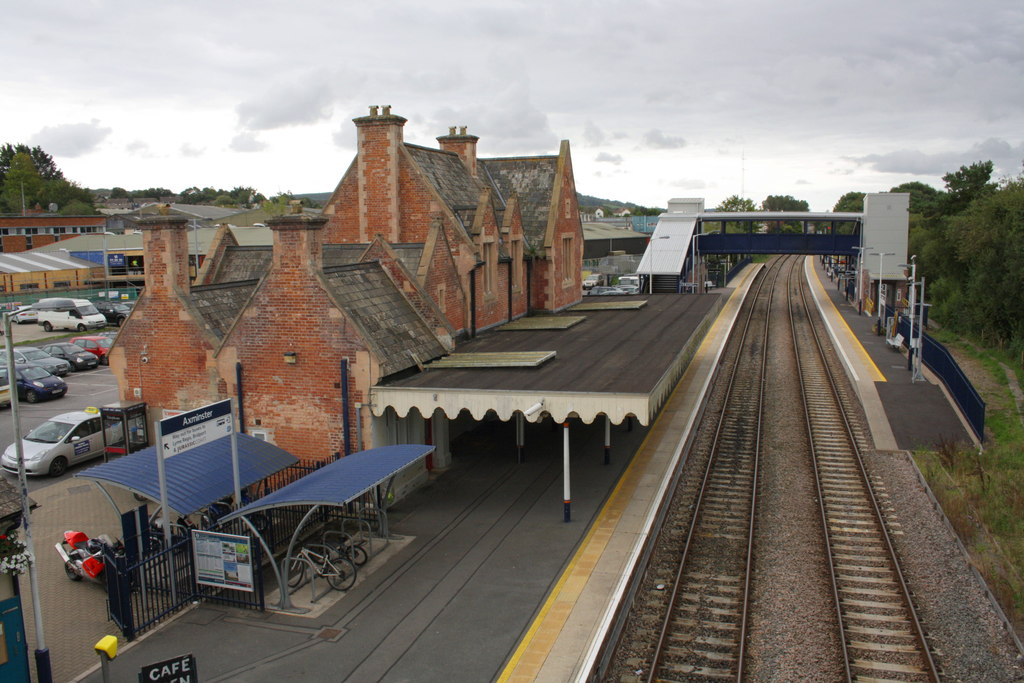
Overzicht, 2012